# Аеродром Њујорк — Џон Ф. Кенеди
Међународни аеродром Џон Ф. Кенеди (IATA: JFK, ICAO: KJFK, ФАА ЛИД: JFK) (енгл. John F. Kennedy International Airport) налази се у Њујорку, у Сједињеним Америчким Државама. У почетку се звао аеродром Ајдлвајлд, а сада Кенеди — ЏФК. Аеродром се налази у четврти Јамајка, Квинс, у југоисточном делу Њујорка око 19 km од Доњег Менхетна.
Аеродром ЏФК је најновији и најактивнији, поред још три аеродрома који постоје у Њујорку. Аеродромом управља Лучко надлештво Њујорка и Њу Џерзија (Port Authority of New York and New Jersey), које је такође надлежно за још три аеродрома у ширем подручју Њујорка: Аеродром Њуарк, Аеродром ЛаГвардија и Аеродром Тетерборо. На Аеродрому ЏФК је база нискотарифне авио-компаније Џет Блу ервејз, као и хабови за међународне операције Американ ерлајнса и Делта ер лајнса.
Током 2000. године, аеродромом ЏФК се користило око 50.000 путника дневно. Линија ЏФК — Лондон Хитроу је најкоришћенија авио-линија у САД, са 2,9 милиона путника који су летели на овој линији 2000. године. Друге популарне дестинације на које се може летети са ЏФК су Париз, Франкфурт и Токио. Скоро 100 авио-компанија из више од 50 земаља врше редовне летове са ЏФК аеродрома.
ЏФК није познат само као међународна капија САД (слоган аеродрома је „Где Америка поздравља свет“ (енгл. Where America Greets the World), већ има и велики број свакодневних домаћих летова. У 2006. години овај аеродром користило је 42,6 милиона путника; аеродром Њуарк око 35,4 милиона и аеродром Ла Гвардија око 26 милиона, тако да је укупан број авио-путника у Њујорку био око 104 милиона.
У Србију, једном недељно и то до Приштине лети АТА ерлајнс. ЈАТ је, док је у време СФРЈ одржавао линију до Њујорка као и за време код шер аранжмана са Узбекистан ервејзом, такође користио аеродром ЏФК. Од 23 јуна 2016. Ер Србија врши летове до тог аеродрома.
Магистрални правац Белт парквеј који пролази поред аеродрома јесте његова главна веза са градом Њујорком, Њу Џерзијем и државом Њујорк на западу, као и са Лонг Ајлендом на истоку. Монорејл систем ЕрТрејн ЏФК, завршен 2003, повезује га са линијама А и Е Њујоршког метроа, као и са Лонг Ајленд приградском железницом.

## Терминали
ЏФК има пет активних терминала, који садрже укупно 130 гејтова. Терминали су нумерисани бројевима 1, 4, 5, 7 и 8.
До почетка 90-их сваки терминал је био познат по главној авио-компанији која га је опслуживала, осим Терминала 4, који је био познат као Зграда за међународне доласке. Почетком 90-их сви терминали су добили бројеве осим терминала Тауер Ер, који се налазио изван подручја Централних терминала и није био нумерисан. Као и други аеродроми које контролише Лучка управа, терминалима на аеродрому ЏФК понекад управљају и одржавају независни оператери терминала. На аеродрому ЏФК, свим терминалима управљају авио-компаније или конзорцијуми авио-компанија које их опслужују, осим Терминала 4. Сви терминали могу да приме међународне доласке који нису претходно одобрени.
Многе међутерминалне везе захтевају од путника да прођу безбедносну контролу, затим користе ЕрТрејн да би стигли до другог терминала, а затим поново прођу безбедносну контролу.

### Терминал 1
Терминал 1 је отворен 1998., 50 година након отварања аеродрома ЏФК, по налогу четириоперативна превозника: Ер Франс, Јапан ерлајнс, Корејан ер и Луфтханза. Ово партнерство је основано након што су четири авио-компаније постигле договор да тада постојећи међународни превознички капацитети нису адекватни за њихове потребе.

Терминал 1 опслужују авио-компаније SkyTeam-а: Eр Фрaнс, Чajнa истерн ерлajнс, Корејан ер, Сaудиja и Скaндинeјвијaн ерлajнс; авио-компаније Star Alliance-а: Ер Чајна, Остријaн ерлajнс, Брисел ерлајнс, Луфтхaнзa, Свис, ТАП Пoртугaл, Теркиш ерлajнс и др.; и авио-компанија Oneworld-а: Royal Air Maroc. Друге авио-компаније које опслужују Терминал 1 укључују Ер Србију, ИТА ервејз...

## Авио-компаније и дестинације
| Airlines                      | Destinations | Refs            |
| ----------------------------- | --- | --------------- |
| Aer Lingus                    | Dublin, Manchester (UK), Shannon | [ 3 ]           |
| Aeroméxico                    | Mexico City Seasonal: Monterrey | [ 5 ]           |
| Air Canada Express            | Montréal–Trudeau, Toronto–Pearson | [ 6 ]           |
| Air China                     | Beijing–Capital | [ 7 ]           |
| Air Europa                    | Madrid | [ 8 ]           |
| Air France                    | Paris–Charles de Gaulle | [ 9 ]           |
| Air India                     | Delhi, Mumbai | [ 10 ]          |
| Air New Zealand               | Auckland | [ 11 ]          |
| Air Serbia                    | Belgrade | [ 12 ]          |
| Alaska Airlines               | Portland (OR), San Diego, San Francisco, Seattle/Tacoma Seasonal: Anchorage, Palm Springs, Puerto Vallarta | [ 15 ]          |
| All Nippon Airways            | Tokyo–Haneda | [ 16 ]          |
| American Airlines             | Antigua, Austin, Barbados, Bermuda, Buenos Aires–Ezeiza, Cancún, Charlotte, Chicago–O'Hare, Dallas/Fort Worth, Delhi, Georgetown–Cheddi Jagan, Las Vegas, London–Heathrow, Los Angeles, Madrid, Mexico City, Miami, Milan–Malpensa, Montego Bay, Orange County, Paris–Charles de Gaulle, Phoenix–Sky Harbor, Punta Cana, St. Thomas, San Francisco, São Paulo–Guarulhos, Tel Aviv (suspended), Tokyo–Haneda Seasonal: Athens, Barcelona, Eagle/Vail, Liberia (CR), Providenciales, Rio de Janeiro–Galeão, Rome–Fiumicino, St. Kitts, St. Lucia–Hewanorra, St. Maarten, St. Vincent–Argyle | [ 23 ]          |
| American Eagle                | Boston, Cincinnati, Cleveland, Columbus–Glenn, Indianapolis, Nashville, Norfolk, Pittsburgh, Raleigh/Durham, Toronto–Pearson, Washington–National, Worcester | [ 23 ]          |
| Arkia                         | Tel Aviv (begins February 8, 2025) | [ 24 ]          |
| Asiana Airlines               | Seoul–Incheon | [ 25 ]          |
| Austrian Airlines             | Vienna | [ 26 ]          |
| Avianca                       | Bogotá, Cartagena, Medellín–JMC Seasonal: Cali, Pereira | [ 27 ]          |
| Avianca Costa Rica            | San José (CR) Seasonal: San Pedro Sula | [ 28 ]          |
| Avianca Ecuador               | Guayaquil, Quito | [ 29 ]          |
| Avianca El Salvador           | Guatemala City, San Salvador | [ 27 ]          |
| Azores Airlines               | Funchal, Ponta Delgada Seasonal: Terceira | [ 30 ]          |
| British Airways               | London–Heathrow Seasonal: London–Gatwick | [ 31 ]          |
| Brussels Airlines             | Brussels | [ 32 ]          |
| Cape Air                      | Saranac Lake/Lake Placid Seasonal: Hyannis, Martha's Vineyard, Nantucket | [ 33 ]          |
| Caribbean Airlines            | Georgetown–Cheddi Jagan, Kingston–Norman Manley, Port of Spain, St. Vincent–Argyle, Tobago | [ 34 ]          |
| Cathay Pacific                | Hong Kong | [ 35 ]          |
| Cayman Airways                | Grand Cayman | [ 36 ]          |
| China Airlines                | Taipei–Taoyuan | [ 37 ]          |
| China Eastern Airlines        | Shanghai–Pudong | [ 38 ]          |
| China Southern Airlines       | Guangzhou | [ 39 ]          |
| Condor                        | Frankfurt | [ 40 ]          |
| Copa Airlines                 | Panama City–Tocumen | [ 41 ]          |
| Delta Air Lines               | Accra, Amsterdam, Aruba, Atlanta, Austin, Barcelona, Bermuda, Boston, Cancún, Dakar–Diass, Dallas/Fort Worth, Denver, Detroit, Dublin, Fort Lauderdale, Fort Myers, Frankfurt, Honolulu, Las Vegas, Lisbon, London–Heathrow, Los Angeles, Madrid, Mexico City, Miami, Milan–Malpensa, Minneapolis/St. Paul, Montego Bay, Nassau, New Orleans, Orlando, Paris–Charles de Gaulle, Phoenix–Sky Harbor, Portland (OR), Punta Cana, Rome–Fiumicino, St. Maarten, Salt Lake City, San Antonio, San Diego, San Francisco, San Juan, Santiago de los Caballeros, Santo Domingo–Las Américas, São Paulo–Guarulhos, Seattle/Tacoma, Tampa, Tel Aviv (resumes April 1, 2025), West Palm Beach, Zürich Seasonal: Antigua, Athens, Barbados, Berlin, Bozeman, Brussels, Buenos Aires–Ezeiza, Catania (begins May 22, 2025), Copenhagen, Edinburgh, Geneva, Kingston–Norman Manley, Lagos, London–Gatwick, Naples, Nice, Palm Springs, Prague, Providenciales, Reykjavík–Keflavík, Rio de Janeiro–Galeão, St. Kitts, St. Thomas, San José del Cabo, Shannon, Stockholm–Arlanda, Venice | [ 50 ]          |
| Delta Connection              | Bangor, Boston, Buffalo, Burlington (VT), Charleston (SC), Charlotte, Chicago–O'Hare, Cincinnati, Cleveland, Columbus–Glenn, Detroit, Indianapolis, Ithaca, Jacksonville (FL), Kansas City, Milwaukee, Nashville, Norfolk, Pittsburgh, Portland (ME), Raleigh/Durham, Richmond, Rochester (NY), Savannah, Syracuse, Toronto–Pearson, Washington–Dulles, Washington–National Seasonal: Martha's Vineyard, Nantucket | [ 50 ]          |
| Egyptair                      | Cairo | [ 51 ]          |
| El Al                         | Tel Aviv | [ 52 ]          |
| Emirates                      | Dubai–International, Milan–Malpensa | [ 53 ]          |
| Ethiopian Airlines            | Abidjan, Addis Ababa, Lomé | [ 55 ]          |
| Etihad Airways                | Abu Dhabi | [ 56 ]          |
| EVA Air                       | Taipei–Taoyuan | [ 57 ]          |
| Finnair                       | Helsinki | [ 58 ]          |
| Flair Airlines                | Seasonal: Toronto–Pearson | [ 59 ]          |
| Frontier Airlines             | Atlanta, Dallas/Fort Worth (begins April 22, 2025), Las Vegas, Los Angeles (begins May 1, 2025), Miami (begins March 30, 2025), Orlando, San Juan, Tampa | [ 65 ]          |
| Hawaiian Airlines             | Honolulu | [ 66 ]          |
| HiSky                         | Bucharest–Otopeni | [ 68 ]          |
| Iberia                        | Madrid | [ 69 ]          |
| Icelandair                    | Reykjavík–Keflavík | [ 70 ]          |
| ITA Airways                   | Rome–Fiumicino | [ 71 ]          |
| Japan Airlines                | Tokyo–Haneda | [ 72 ]          |
| JetBlue                       | Aguadilla, Amsterdam, Antigua, Aruba, Atlanta, Barbados, Belize City, Bonaire, Boston, Buffalo, Cancún, Cartagena, Charleston (SC), Chicago–O'Hare, Curaçao, Denver, Detroit (resumes April 30, 2025), Fort Lauderdale, Fort Myers, Georgetown–Cheddi Jagan, Grand Cayman, Grenada, Guatemala City, Guayaquil, Hartford (begins April 30, 2025), Houston–Intercontinental (ends June 12, 2025), Jacksonville (FL), Kingston–Norman Manley, Las Vegas, Liberia (CR), London–Heathrow, Los Angeles, Miami (ends June 12, 2025), Montego Bay, Nashville, Nassau, New Orleans, Orlando, Paris–Charles de Gaulle, Phoenix–Sky Harbor, Pittsburgh (resumes April 30, 2025), Port-au-Prince (suspended), Port of Spain, Providence (begins April 30, 2025), Providenciales, Puerto Plata, Punta Cana, Raleigh/Durham, Rochester (NY), St. Kitts, St. Lucia–Hewanorra, St. Maarten, St. Vincent–Argyle, Salt Lake City, San Diego, San Francisco, San José (CR), San José del Cabo, San Juan, San Pedro Sula (begins June 12, 2025), Santiago de los Caballeros, Santo Domingo–Las Américas, Sarasota, Savannah, Syracuse, Tampa, Vancouver, Washington–National (resumes March 30, 2025), West Palm Beach Seasonal: Albuquerque, Bermuda, Bozeman, Burbank (resumes April 30, 2025), Dublin, Edinburgh, Hyannis, Martha's Vineyard, Montrose, Nantucket, Ontario (CA), Portland (ME), Reno/Tahoe, Sacramento, Seattle/Tacoma, Tulum | [ 80 ]          |
| Kenya Airways                 | Nairobi–Jomo Kenyatta | [ 81 ]          |
| KLM                           | Amsterdam | [ 82 ]          |
| Korean Air                    | Seoul–Incheon | [ 83 ]          |
| Kuwait Airways                | Kuwait City | [ 84 ]          |
| LATAM Brasil                  | São Paulo–Guarulhos | [ 85 ]          |
| LATAM Chile                   | Santiago de Chile | [ 85 ]          |
| LATAM Perú                    | Lima | [ 86 ]          |
| Level                         | Barcelona | [ 87 ]          |
| LOT Polish Airlines           | Warsaw–Chopin | [ 88 ]          |
| Lufthansa                     | Frankfurt, Munich | [ 89 ]          |
| Neos                          | Milan–Malpensa Seasonal: Bari (begins June 3, 2025), Palermo | [ 92 ]          |
| Norse Atlantic Airways        | Berlin, London–Gatwick, Paris–Charles de Gaulle Seasonal: Athens, Oslo, Rome–Fiumicino | [ 94 ]          |
| Philippine Airlines           | Manila | [ 95 ]          |
| Qantas                        | Auckland, Sydney | [ 96 ]          |
| Qatar Airways                 | Doha | [ 97 ]          |
| Royal Air Maroc               | Casablanca | [ 98 ]          |
| Royal Jordanian               | Amman–Queen Alia | [ 99 ]          |
| Saudia                        | Jeddah, Riyadh | [ 100 ]         |
| Scandinavian Airlines         | Copenhagen Seasonal: Oslo (resumes March 30, 2025) | [ 102 ]         |
| Singapore Airlines            | Frankfurt, Singapore | [ 103 ]         |
| Sun Country Airlines          | Seasonal: Minneapolis/St. Paul | [ 104 ]         |
| Swiss International Air Lines | Geneva, Zürich | [ 105 ]         |
| TAP Air Portugal              | Lisbon | [ 106 ]         |
| Turkish Airlines              | Istanbul | [ 107 ]         |
| Uzbekistan Airways            | Tashkent | [ 108 ] [ 109 ] |
| Virgin Atlantic               | London–Heathrow, Manchester (UK) | [ 110 ]         |
| Viva                          | Mexico City | [ 111 ]         |
| Volaris                       | Guadalajara | [ 112 ]         |
| Volaris El Salvador           | San Salvador | [ 113 ]         |
| WestJet                       | Calgary | [ 114 ]         |
| XiamenAir                     | Fuzhou | [ 116 ]         |